# Antheua exanthemata
Antheua exanthemata är en fjärilsart som beskrevs av Moore 1883. Antheua exanthemata ingår i släktet Antheua och familjen tandspinnare. Inga underarter finns listade i Catalogue of Life.